# Visakhapatnam
Visakhapatnam (in telugu విశాఖపట్నం, Viśākhapattanamu o Vishakapatnam, Vizagapatam, abbreviata nell'inglese colloquiale in Vizag), è una suddivisione dell'India, classificata come municipal corporation, di 969.608 abitanti, capoluogo del distretto di Visakhapatnam, nello stato federato dell'Andhra Pradesh. In base al numero di abitanti la città rientra nella classe I (da 100.000 persone in su).

## Geografia umana
Visakhapatnam è il secondo centro urbano dell'Andhra Pradesh dopo la capitale Hyderabad e un importante porto marittimo, commerciale e militare sul Golfo del Bengala. Sviluppatasi enormemente nel corso del XX secolo, oggi è sede di cantieri navali e di acciaierie, ed inoltre ospita la Andhra University, che è un polo educativo di importanza statale.
Visakhapatnam è anche una località turistica che può offrire spiagge molto confortevoli e interessanti tesori artistici e naturalistici tutti entro un raggio di pochi chilometri dal centro della città.

## Geografia fisica
La città è situata a 17° 41' 60 N e 83° 17' 60 E, al livello del mare.

## Società

### Evoluzione demografica
Al censimento del 2001 la popolazione di Visakhapatnam assommava a 969.608 persone, delle quali 489.038 maschi e 480.570 femmine. I bambini di età inferiore o uguale ai sei anni assommavano a 97.049, dei quali 49.343 maschi e 47.706 femmine. Infine, coloro che erano in grado di saper almeno leggere e scrivere erano 666.265, dei quali 363.766 maschi e 302.499 femmine.